# Herpolasia
Herpolasia is een geslacht van vlinders van de familie bloeddrupjes (Zygaenidae), uit de onderfamilie Chalcosiinae.

## Soorten
- H. albomedia (Rothschild, 1897)
- H. augarra Rothschild & Jordan, 1905